# Imari-porselein

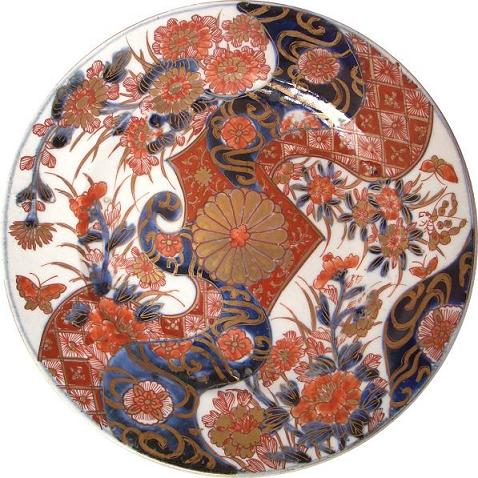
"Imari" bord gemaakt in Arita, 18e eeuw

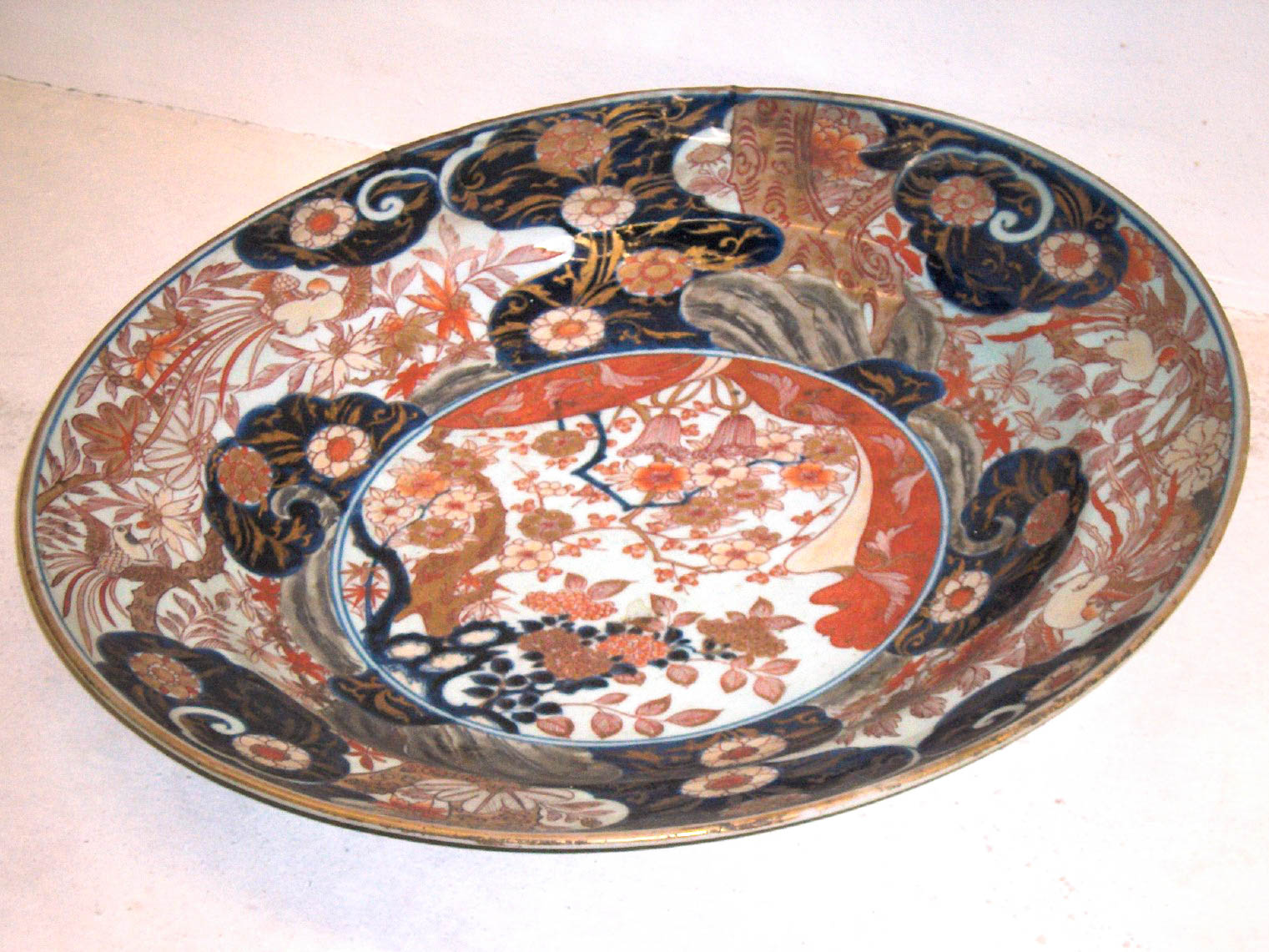
Imari bord, 1700-1740
Te zien in het Topkapi-paleis, Istanboel, Turkije

Imari-porselein is de Europese verzamelnaam voor Japans porselein dat gemaakt werd in de stad Arita, in de vroegere provincie Hizen, in het noordwesten van Kyūshū, en geëxporteerd vanuit de haven Imari, speciaal voor de Europese exportmarkt.
Imari was de transporthaven voor de Arita-waren. De ateliers (kilns) in Arita vormden het hart van de Japanse porseleinindustrie, die zich ontwikkelde in de 17e eeuw, nadat de witte chinaklei was ontdekt in 1616 door de ontvoerde Koreaanse pottenbakker Yi Sam-pyeong (Yi Sam-p'young; 1579-1655).
De Imaristijl is herkenbaar aan zijn drie dominante kleuren: het kobaltblauw, het ijzerrood en de witte porseleinen achtergrond (deze kleuren zijn niet exclusief). Het geheel is aangekleed met goud.
Hoe recenter het bord hoe meer kleur. Groen is er later bij gekomen.
Al vanaf 1659 werd vanuit Imari porselein naar Europa en het Arabische schiereiland geëxporteerd, in eerste fase door de Vereenigde Oostindische Compagnie (VOC) onder het opperhoofd Zacharias Wagener. Pas eind van de 17e eeuw kwam het kenmerkende Imari op de markt, met veel bloemen als versiering.